# کیم دو آه
کیم دو آه (کره‌ای: 김도아؛ زادهٔ ۴ دسامبر ۲۰۰۳) خواننده اهل کره جنوبی است.